# Ion Țurcanu
Ion Țurcanu (n. 15 ianuarie 1946, Găureni, Nisporeni) este un autor, pedagog, istoric, memorialist, profesor universitar, om politic și scriitor din Republica Moldova, fost deputat în Parlamentul Republicii Moldova între 1990-1994.
A fost redactor-șef al editurii „Cartea Moldovenească", director al editurii „Universtas”, redactor-șef al revistelor „Patrimoniu" și „Revista de istorie a Moldovei".
Ion Țurcanu este unul din cei 278 de deputații ai primului parlament al fostei R.S.S. Moldovenească (devenită apoi Republica Moldova), care au votat în unanimitate Declarația de Independență a Republicii Moldova, la 27 august 1991.

## Biografie
Ion Țurcanu s-a născut la 15 ianuarie 1946 în Găurenii de Sus, fostul județ Lăpușna, sat care astăzi se află în componența raionului Nisporeni. A absolvit Universitatea de Stat din Moldova în 1969 și a obținut doctoratul în istorie în 1975. Și-a început activitatea de muncă în calitate de învățător în satul Bărboieni, raionul Nisporeni. După susținerea doctoratului, a fost lector superior, apoi docent la Institutul Pedagogic „Ion Creangă” din Chișinău. În anii 1993-1997, a activat în cadrul Institutului de Istorie al Academiei de Științe a Republicii Moldova. Din 2001, a revenit la cariera profesorală în învățămîntul superior, de astă dată la Universitatea de Stat a Moldovei, unde a predat cîteva cursuri de istorie și de filozofie a istoriei.
În timpul restructurării inițiate de M. S. Gorbaciov în fosta Uniune Sovietică (anii 1987-1990), a desfășurat o intensă activitate publicistică, familiarizînd cititorul din Moldova cu cele mai spinoase probleme și fenomene din trecutul Basarabiei și din istoria tuturor românilor. A participat la crearea, în anul 1988, a Mișcării Democratice pentru Susținerea Restructurării (viitorul Front Popular din Moldova), fiind unul din cei mai activi membri ai acestei formațiuni. Lui îi aparține inițiativa de a familiariza opinia publică din Moldova cu istoria tricolorului românesc, propagînd intens, la mitingurile și adunările populare de la sfîrșitul anilor ᾽80 ai secolului trecut și printr-o serie de articole publicate în unele ziare de la Chișinău, ideea înlocuirii drapelului republicii sovietice moldovenești cu acest simbol național. În paralel, a declanșat o critică vehementă și judicios documentată a istoriografiei sovietice care falsifica grosolan trecutul Basarabiei și al neamului românesc. Astfel și-a atras nemulțumirea autorităților comuniste și a slujitorilor credincioși ai acesteia din Academie, din presă și din universități.
La alegerile democratice din februarie 1990, a fost ales deputat în Sovietul Suprem al Republicii Sovietice Socialiste Moldovenești, iar după deschidrea lucrărilor acestui legislativ a fost ales în una din funcțiile de conducere ale acestuia, Secretar al Parlamentului. În 1998, a înființat Noul Partid Național Moldovenesc, care a participat la alegerile locale din 1999 și la cele parlamentare din 2001, fără să fi obținut însă rezultate semnificative. Propunerile de afiliere al alte partide nu l-au atras, și chiar din 2001 s-a retras definitiv din politică, dedicîndu-se întru totul activității științifice, publicistice, literare și celei didactic-profesorale.
Ca editor, s-a remarcat prin activitatea de redactor-șef al celei mai mari edituri de stat din Moldova, „Cartea Moldovenească”, unde a deținut această funcție în anii 1989-1990. În anul 1993 a revenit la această editură, care își schimbase între timp denumirea în „Universitas”, în calitate de director, și a condus-o pînă în anul 1996, cînd a fost lichidată prin hotărîre de guvern. În anul 1990 a înființat revista de lectură istorica „Patrimoniu”, pe care a scos-o pînă în anul 1993. În aceeași perioada a editat și „Revista de istorie a Moldovei”, în calitate de redactor-șef al acesteia. În anii ᾽90 a desfășurat o largă activitate publicistică, în special prin propagarea unor teme istorice necunoscute și care în trecutul sovietic fuseseră interzise, precum mișcarea națională românească din Basarabia în anii 1917-1918, foametea organizată de sovietici în acest ținut în anii 1946-1947, deportările staliniste, lupta basarabenilor împotriva ocupației sovietice, dar și a unor teme actuale, precum problema cursului național de istorie în Republica Moldova, starea limbii române, a învățămîntului și a culturii române în această fostă republică sovietică
Domeniul predilect al lui Ion Țurcanu a rămas însă știința, adică cercetarea perseverentă, cu consacrare totală, a cîtorva teme istorice de mare relevanță pentru trecutul Basarabiei și pentru istoria românilor, în general. În 1991, a fost editată monografia Relațiile agrare din Basarabia în anii 1918-1940, care era o continuare și o lărgire considerabilă a cărții Satul basarabean în anii 1918-1940, editată în 1980, operînd totodată și unele amendări ale textului acesteia din urmă. Acestea sînt singurele studii ample, bazate pe o documentație temeinică, în care este descrisă reforma agrară realizată de Sfatul Țării și de statul român în Basarabia și în care sînt analizate detaliat și profund relațiile agrare basarabene din perioada interbelică. În anul 1993, a fost editată micromonografia „Foametea din Basarabia în anii 1946-1947”. Mecanismului organizării ei, în care pentru prima dată este descris într-o carte fenomenul tragic și totodată criminal al foametei la care a fost supusă populația acestui teritoriu și, odată cu asta, este dezvăluit subtextul politic al fenomenului: înfricoșarea populației, inculcarea sentimentului de teamă față de regimul de ocupație și forțarea țăranilor de a renunța la gospodărtiile lor și a intra în colhoz. În 1998, a fost editat studiul Partidul Național Moldovenesc. Istoria unei importante instituții politice. Aceasta este prima și singura lucrare despre instituția care a jucat un rol important în orientarea mișcării de eliberare națională din Basarabia anilor 1917-1918 și în crearea Sfatului Țării, lucrare scrisă în baza unei bogate și foarte variate informații documentare. În același an, a fost editată cartea Unirea Basarabiei cu România în anul 1918. Preludii, premise, realizări. Este prima și unica monografie științifică despre acest fenomen, în care pot fi găsite răspunsurile la întrebările cum a fost pregătită și cum s-a reaizat în fapt Unirea. Cartea conține, drept anexă, cîteva zeci de documente istorice care dezvăluie realizarea fenomenului pe etape, de la răsturnarea țarisumului rus și pînă la Conferința de Pace de la Paris din anii 1919-1920. În anul 2000, a ieșit de sub tipar cartea „Moldova antisovietică. Aspecte din lupta basarabenilor împotriva ocupației sovietice. 1944-1953”. Aceasta aduna sub o singură copertă experiența din anii ᾽90 a autorului de cercetare a fenomenului rezistenței populației basarabene la regimul sovietic. Este singura lucrare de acest fel; din momentul apariției ei, tema respectivă nu a mai fost cercetată de nimeni. În anul 2004, a apărut cartea „Istoricitatea istoriografiei”. Observații asupra scrisului istoric basarabean, care este o analiză istoriografică și totodată metodologică a experienței de cercetare a istoriei în fosta republică sovietică moldovenească și în noua Republica Moldova. În anul 2006, o nouă carte, editată la Iași și intitulată Istoria: receptare, cercetare, interpretare, avea să continue acest efort, numai că de astă dată autorul avea să pună accentul pe propriile speculații filozofice asupra cercetării istorice. În 2005, după o muncă asiduă de aproape un deceniu, la care o vreme a avut, așa cum mărturisește el însuși, colaborarea foarte prețioasă a istoricului Ion Nicolaescu, a editat lucrarea enciclopedică de mari proporții Bibliografia istorică a Basarabiei și Transnistriei, care conține peste 16,5 mii de titluri, importantă sursă de informare istorică și istoriografică, înalt apreciată de unii dintre cei mai de seamă istorici din România și din Occident. Anul 2007 este momentul în care Ion Țurcanu s-a impus pe piața românească a cărții și în mediile interesate de istorie din România cu o amplă sinteză intitulată Istoria românilor (cu o privire mai largă asupra culturii). În baza textului acestei cărți, în anii 2008-2010 învățatul a pregătit și editat, prin colaborarea unor editori din Republica Moldova cu alții din România, două volume intitulate Istoria ilustrată a românilor. De la origini pînă la Marea Unire (2008) și Istoria contemporană ilustrată a românilor (2010), ambele lucrări de pionierat în acel moment. De la începutul sec. XXI, istoricul a început să fie interesat de istoria medievală timpurie a Basarabiei, și în special de originea numelui Basarabia. Cercetînd mai mulți ani la rînd literatuta de specialitate și sursele istorice legate de acest subiect, a putut edita o serie de studii în unele reviste științifice din România, angajîndu-se, în paralel, într-o dispută fertilizatoare cu unii istorici mai mult sau mai puțin cunoscători ai acestei teme din cele două țări românești. Viziunea cercetătorului Ion Țurcanu asupra fenomenului respectiv este exprimată magistral și temeinic documentat într-un amplu compartiment al cărții Bessarabiana. Teritoriul dintre Prut și Nistru în cîteva ipostaze istorice și reflecții istoriografice (2012), precum și în monografiile În căutarea originii numelui Basarabia (2010) și Descrierea Basarabiei (2011). Experiența sa de cercetare a trecutului, plasată în întreg contextul cultural, științific și intelectual al Basarabiei din ultimele patru decenii, se regăsește povestită sincer, vioi și cu suplețe în cartea sa de evocări memorialistce, Istoria istoriilor mele (2013), care a provocat mult interes, dar și mai multă iritare, în anumite medii chișinăuene.
Istoricul Ion Țurcanu a avut de-a lungul anilor și anumite preocupări literare. A debutat în prima jumătate a anilor ᾽80 cu citeva povestiri scurte, dar în acest domeniu a activat ocazional și cu mari întreruperi. De la sfîrșitul anilor ᾽90 a început să publice unele eseuri și cronici literare, mai cu seamă în reviste din România: România literară, Jurnalul literar, Convorbiri literare, Dacia literară, Cronica (Iași), iar în ultima vreme a editat cîteva cărți de nuvele și a început să publice și versuri (Însemnări ieșene, 2013, nr.10). 

## Distincții și decorații
- Ordinul Republicii (2012)[1]
- Ordinul de Onoare (2011)
- Medalia „Meritul Civic” (1996)[2]

## Operă

### Articole, studii
- Знать и помнить [Критический взгляд на молдавскую историографию], Советская Молдавия, 10 mai 1987.
- Un crîmpei de istorie zbuciumată. Adevărul despre foametea din anii 1946-1946, în revista  Orizontul, nr. 8, 1988, p. 68-74; nr. p. 59-65. În limba rusă în cartea «Как больно… Обращения, письма, статьи», Кишинев, 1989, с. 356-386.
- Tricolorul în lumina datelor istorice, Literatura și arta, 15 iunie 1989.
- Onorul la drapel [Despre tricolor, un articol cu modele de drapele istorice românești, în culori], revista Moldova, nr. 7, 1989.
- Au fost rechiziții și a fost foamete, revista Columna, nr. 11, 1990, p. 54-65.
- Starea actuală a istoriografiei noastre nu este doar opera istoricilor, interviu în rev. Orizontul, nr. 8, 1989, p. 56-69.
- Relațiile sovieto-germane. Culegere de documente, rev. Nistru, nr. 10-11, 1989. Ed. A doua în vol. „Diplomația cotropitorilor. Repercusiunile ei asupra Basarabiei și Bucovinei de Nord”, Chișinău, 1993.
- Tragică metamorfoză. Documentarul Basarabiei într-un an de restriște, Orizontul, nr. 11, 1989
- Basarabia 1940. Puțină zăbavă la o răspîntie a istoriei, Orizontul, nr. 6, 1989.
- Chișinăul în 1940. Schiță de portret al unui oraș și al unei epoci, rev. Patrimoniu, nr. 1990.
- Îndemn la înălțare în istorie, Chișinău, 1990 (în colaborare).
- Simbol al demnității (Culegere de articole despre tricolor), Chișinău, 1990 (în colaborare).
- Ce citim despre pactul Ribbentrop-Molotov, rev. Patrimoniu, nr. 1, 1991.
- Istoriografia sovietică a reformei agrare din Basarabia în anii 1918-1920, Revista de istorie a Moldovei, nr. 1, 1992.
- Corespondența de la Paris a lui Ioan Pelivan despre atitudinea Marilor Puteri față de România (anii 1919-1920), Patrimoniu, nr. 1, 1993.
- Unirea Basarabiei cu România în anul 1918. Aspecte controversate ale problemei, Patrimoniu, nr. 2, 1993.
- Șansele ideii unității naționale în Basarabia în ajunul Unirii, Revista de istorie a Moldovei, nr. 3, 1993.
- Mirajul independenței. Republica Democratică Moldovenească între 24 ianuarie și 27 martie 1918, Revista de istorie Moldovei, nr. 4, 1993.
- Unirea condiționată a Basarabiei cu Romînia la 27 martie/9 aprilie 1918, Revista de istorie a Moldovei, nr. 1, 1994.
- Istoriografia din Moldova sovietică între știință și propagandă, Revista de istorie a Moldovei, nr. 3-4, 1994.
- Revolta istoriografică din Moldova sovietică de la sfîrșitul anilor 80, Revista istorică, serie nouă, tom. VI, nr. 5-6, 1995.
- Rezistența anticomunistă din Basarabia. Grupul lui Filimon Bodiu, Arhivele totalitarismului, an. III, nr. 2, 1995 [Și în Literatura și arta, 6 iulie 1995].
- O țărancă din Basarabia față în față cu mașina sovietică a terorii. O nouă pagină inedită a luptei antisovietice și anticomuniste a basarabenilor, Literatura și arta, 10 august 1995.
- Vasile Odobescu, un ostaș al dezmoșteniților, Literatura și arta, 12, 19, 26 octombrie 1995.
- Cu privire la cursul național de istorie în Republica Moldova, rev. Săptămîna, nr. 23, 24, 25 1996 [Reluat parțial în revista Limba română, 1996].
- Proclamarea independenței Republicii Moldova la 27 august 1991. Foarte scurtă privire istorică, Literatura și arta, 27 august 1998.
- Un părinte spiritual al Basarabiei: mitropolitul Gurie Grosu, Literatura și arta, 10 decembrie 1998.
- Partidul Național Moldovenesc. Istoria unei importante instituții politice, Literatura și arta, nr. 22, 23, 25, 30, 31, mai-iunie 1998.
- Memorialistică basarabeană [Despre „Jurnalul” lui Paul Mihail], România literară, nr. 15, 2000.
- Părintele cărturar Paul Mihail. Evocare în legătură cu apariția postumă a „Jurnalului” său, în Limba română, nr. 6-12, 2000.
- Foametea și deportările din Basarabia (1946-1949), Memoria (București), nr. 31, 2000.
- Premise ale revoltei basarabenilor împotriva ocupației sovietice (anii 1945-1949), Revista istorică, serie nouă, tom X, nr. 5-6, 1999.
- Simion Baranovschi – un martir al crucificării comuniste a Basarabiei, Literatura și arta, 17 august 2000. Și în Memoria,  nr. 32, 2000.
- Destinul istoric al Moldovei de răsărit, Săptămîna, nr. 22, 23, 24, 25, 2001.
- Petre Țuțea: preocupări istorico-filozofice, rev. Sud-Est (Chișinău), nr. 4, 2001.
- Închiderea mănăstirilor din Basarabia de către sovietici în anii 20-60 ai sec. XX, Memoria, nr. 3, 2003.
- Un model generos de filozofie a istoriei în opera lui Mircea Eliade, rev. Basarabia, nr. 1-3, 2003.
- Scrisul istoric la răscruce de vremi, Revista istorică, serie nouă, tom VI, nr. 5-6, 1995.
- Destin istoric și sabotare a istoriei în opera lui Mircea Eliade, Sud-Est cultural, nr. 4, 2002.
- Coordonate ale culturii române din Basarabia, Săptămîna, nr.32-33, 2002.
- Valorizarea și valorificarea istoriei, Contrafort (Chușinău), nr. 5-6, 2003.
- Pentru valorizarea istorică a rezistenței sovietice a basarabenilor, Caiete de istorie (Chișinău), an. II, nr. 3 (7), 2003.
- Istoria văzută de pe culmile disperării [filozofia istoriei la Emil Cioran], în Jurnalul Literar (București), serie nouă, an. XV, nr. 7-20, 2004.
- Considerații actuale privind destinul istoric al Basarabiei, Cronica (Iași), nr. 10, 2004.
- Poezia basarabeană din interbelic, în Convorbiri Literare, nr. 6, 2006.
- Poezia basarabeană din ultimele decenii, în România literară, nr. 16, 2007.
- Constantin Noica: Istoria lui ca și cum, „Sud-Est”, nr. 4, 2009.
- Istorie și istoricitate la Constantin Noica, în vol. „Istoria sub specie aeternitas. In honorem magistri Alexandru Zub”. Ediderunt Victor Spinei et Gheorghe Cliveti, București-Brăila, 2009, p. 157-176. Aceeași cu titlul „Istoria după Noica” în Însemnări Ieșene, nr. 6, 7-8, 2012.
- Istorie posibilă și istorie reală la Constantin Noica, „Dacia literară”, nr. 85 (4/2009).
- Cîteva observații asupra numelui Basarabia, în rev. Istros (Brăila), XV, 2009.
- Un bref regard sur la ville de Chilia au début du XVᵉ siècle, au sujet du nom de la Bessarabie, Historical yearbook (București), VII, 2010.
- Dimitrie Cantemir despre Basarabia și basarabeni, în Anuarul Muzeului literaturii române din Iași, III, 2010.
- Teritoriul dintre Prut și Nistru în evoluție istorică. Problema numelui Basarabia, în Analele Brăilei, XI, 2011.
- Declarația de independență a Republicii Moldova: atunci și după aceea, în Flux (Chișinău), 12 august 2011.
- În căutarea Patriei pierdute, în Flux, 25 decembrie 2011.
- Două sute de ani de singurătate, Săptămîna, aprilie 2012.
- Istoria între cercetare și suficiență, Magazin istoric, XVII, 2013, nr. 1.
- Istoria în prizonieratul frivolității științifice, rev. Însemnări ieșene, 3-4, 2013.
- Originea numelui Basarabia în jocul demonstrațiilor sterile, Însemnări ieșene, nr. 5, 2013.
- Odiseea unei idei istorice, Însemnări ieșene, nr. 6-9, 2013.
- Istoricul - maestru ori salahor? în Clio in oglindiri de sine_Omagiu acad Zub_2014_

### Monografii științifice și alte cărți
- ru  Развитие материальной базы культуры села Молдавской ССР (1951-1970), Chișinău, 1978.
- Satul basarabean. Studii social-economice (1918-1940), Chișinău, 1980.
- Relații agrare din Basarabia în anii 1918-1940, Chișinău, 1991.
- Foametea din Basarabia în anii 1946-1947. Mecanismul organizării ei, Chișinău, 1993.
- Creangă în contextul pedagogiei timpului său, Chișinău, 1994.
- Basarabia din nou în fața opțiunii istorice, Chișinău, 1994.
- Unirea Basarabiei cu România în anul 1918. Preludii, premise, realizări, Chișinău, 1998.
- Moldova antisovietică. Aspecte din lupta basarabenilor împotriva ocupației sovietice. 1944-1953, Chișinău, 2000.
- Republica Moldova independentă (1991-2001), Chișinău, 2001.
- Istoricitatea istoriografiei. Observații asupra scrisului istoric basarabean, Chișinău, 2004.
- Bibliografia istorică a Basarabiei și Transnistriei, Chișinău, 2005.
- Cartea-album Ștefan cel Mare, Chișinău, 2005.
- Istoria relațiilor internaționale, Chișinău, 2005.
- Istoria: receptare, cercetare, interpretare, Iași, 2006.
- Istoria românilor (cu o privire mai largă asupra culturii), Brăila, 2007.
- Istoria ilustrată a românilor. De la origini pînă la Marea Unire, Chișinău/București, 2007.
- Istoria contemporană ilustrată a românilor, Brăila, 2010.
- În căutarea originii numelui Basarabia, Chișinău, 2010.
- Descrierea Basarabiei, Chișinău, 2011.
- Bessarabiana, Teritoriul dntre Prut și Nistru în cîteva ipostaze istorice și reflecții istoriografice, Chișinău, 2012.
- Republica Moldova: a fi sau a nu fi, Chișinău, 2012.
- Istoria istoriilor mele, Chișinău, 2013.
- Antichitatea greco-romană la Nistrul de Jos și în teritoriile învecinate, Chișinău, 2014.
- Cîteva povestioare, Chișinău, 2015.
- Sfatul Țării: Documente. Procesele-verbale ale ședințelor în plen, Chișinau, 2016.
- Istoria Basarabiei, vol. I: Preludii. Din paleolitic pînă la sfîrșitul Antichității, Chișinău, 2016.
- Din răsărit pînă în amurg. Amintiri, Chișinău, 2016.
- Basarabia în Marele Act al Unirii de la 1918, Chișinău, 1917.
- Într-un tîrziu. Nuvele, Chișinău, 1917.
- Sfatul Țării. Istoria zbuciumată a unei importante instutuții politice basarabene, Chișinău, 1918.